# クランデスティン・ブレイズ
クランデスティン・ブレイズ（Clandestine Blaze）は、フィンランド出身のミッコ・アスパによるブラックメタルの1人プロジェクトである。彼はノーザン・ヘリテージ・レコード (Northern Heritage Records)のオーナーであり、また、現在はフランスのブラックメタルバンド、デススペル・オメガのヴォーカリストでもある。他にも彼のレーベルつながりからか、様々なバンド、プロジェクトに参加しているようである。
クランデスティン・ブレイズはブラックメタルの中ではプリミティヴ系、いわゆる1990年代初期ブラックメタルのスタイルをとっている。

## メンバー

### 現在のメンバー
- ミッコ・アスパ (Mikko Aspa) - (All/Vo) (1998- )

## ディスコグラフィー

### スタジオアルバム
- 1999年 Fire Burns in Our Hearts
- 2000年 Night of the Unholy Flames
- 2002年 Fist of the Northern Destroyer
- 2004年 Deliverers of Faith
- 2006年 Church of Atrocity

### スプリットアルバム
- 2001年 Clandestine Blaze / Deathspell Omega
- 2004年 Clandestine Blaze / Satanic Warmaster
- 2005年 Crushing the Holy Trinity (Son)
Musta Surmaとのスプリット